# Jean-Pierre Revoil
Jean-Pierre Revoil (1958) is een eigentijds Frans componist, muziekpedagoog, dirigent en fluitist.

## Levensloop
Revoil studeerde dwarsfluit, kamermuziek en orkestdirectie aan het Conservatoire national à rayonnement régional «Pierre Barbizet» in Marseille. Zijn leraren waren onder andere Jean-Pierre Rampal en Alain Marion voor dwarsfluit en Jeanine Rueff. Hij werd chef-dirigent van de Musique du Commandement Militaire de l'Ile de France en eveneens docent aan het Conservatoire Militaire de Musique de l'Armée de Terre. Later werd hij dirigent van de Musique de l'Air de Paris. 
Als componist heeft hij vooral het repertoire voor zijn instrument en voor harmonieorkesten uitgebreid. 

## Composities

### Werken voor harmonieorkest
- 1999 Marche des casques bleus, voor ordonnans-instrumenten (cavalerietrompetten in Es, hoorns in Es, kleine trommen, bekkens en grote trommen) en harmonieorkest
- 2002 Marche de la F.A.P.
- 2004 Le vol de l'aigle - Marche de la Force Aérienne de Combat, Marche militaire
- Marche du 8ème Régiment de Transmission, Marche de revue
- Marche des soldats de la loi

### Kamermuziek
- 2002 Chanson triste, voor dwarsfluitkwartet
- 2003 Métronomiquement, voor dwarsfluit, metronoom (of slagwerk)
- 2003 Premier regard-troubles, voor dwarsfluit
- 2003 Un matin, voor dwarsfluit en piano
- 2004 Quatre petites pièces, voor hobo en piano
  1. Romance
  2. Badinerie
  3. Chanson triste
  4. Petite valse

### Werken voor piano
- 2003 Deux Gamineries